# Réunioni sándorpapagáj
A réunioni sándorpapagáj a madarak osztályának papagájalakúak rendjébe és a papagájfélék családjába tartozó Psittacula eques kihalt alfaja.

## Elterjedése
Élőhelye az Indiai-óceán nyugati részén fekvő Réunion-sziget volt. Erdőkben és cserjésekben fordult elő.

## Kihalása
1800 körül halt ki vadászat és élőhelypusztítás miatt.

## Megjelenése
Hossza 35-42 cm, súlya 150-170 g.

## Táplálkozása
Gyümölcsöket, rügyeket, szárakat, leveleket és virágokat eszik.